# QSIG
QSIG és un protocol de senyalització per XDSI per senyalitzar entre PBX. Utilitza els protocols Q.931 i ROSE.
QSIG està definit com un conjunt d'estàndards. Això permet interoperabilitat entre plataformes de comunicació de diferents empreses.
QSIG té dues capes, anomenades BC (basic call) i GF (generic function). QSIG BC descriu com establir trucades entre PBX, mentre que QSIG GF proporciona serveis suplementaris per a grans xarxes com ara identificació de línia, intrusió de trucada i retrucada. A més a més, per a grans empreses amb multituds de PBX, el protocol QSIG permet als usuaris rebre el mateix servei en tota la xarxa sense importar on està connectat el seu telèfon.